# Belső-Ferencváros
Belső-Ferencváros est un quartier de Budapest, situé dans le 9e arrondissement. Il a été créé en décembre 2012.